# Incidente del túnel de una sinagoga de la ciudad de Nueva York
El 8 de enero de 2024 conflictos entre la Sede Mundial del movimiento Jabad-Lubavitch comenzaron en una sinagoga ubicada en 770 Avenida Oriental en Crown Heights, Brooklyn, cuando los trabajadores de la construcción, en nombre de los líderes de la sinagoga, intentaban llenar un túnel que había sido excavado ilegalmente por estudiantes debajo del edificio. Se llamó al Departamento de Policía para que intervinieran, resultando en el arresto de nueve personas.

## Trasfondo
La Sede Mundial del movimiento de Jabad-Lubavitch está ubicada en 770 Avenida Oriental en Crown Heights, Brooklyn que a menudo se la conoce simplemente como 770. La sinagoga, ubicada entre 784 y 788 Eastern Parkway, ha sido objeto de una disputa entre las Agudas Chasidei Chabad (la organización que agrupa al movimiento mundial Jabad-Lubavitch) y los Gabbaim, quienes están asociados con los jasidim mesiánicos y controlan las operaciones diarias de la sinagoga principal. Aunque un fallo judicial de 2006 decidió que la propiedad total de 770 pertenece a Agudas Chasidei Chabad, las disputas legales en curso han impedido que cualquiera de las partes altere la estructura. Los mesianistas de Jabad, en contraste con las creencias de los miembros de la principal organización de Jabad, creen que el fallecido rabino Menajem Mendel Schneerson es el Mesías judío y que él demostró que era necesario ampliar el número 770.

## Construcción y descubrimiento de los túneles.
El Departamento de Bomberos de la ciudad de Nueva York informó que a mediados de diciembre fueron informados de forma anónima sobre un túnel debajo del edificio y respondieron para inspeccionarlo el 20 de diciembre, pero el túnel no fue detectado. La existencia del túnel fue informada públicamente por primera vez por los medios locales el 22 de diciembre.
El túnel fue construido por estudiantes de yeshivá. El objetivo del túnel era iniciar la ampliación ilegal de la 770, proceso que se ha retrasado debido a diversas disputas legales que involucran al edificio. Dos estudiantes de yeshivá involucrados en la creación del túnel hablaron con The Forward y afirmaron que estaban "tomando la iniciativa en una expansión de la sinagoga largamente postergada".
Una investigación del Departamento de Edificios en enero determinó que el túnel fue "excavado ilegalmente". El túnel conectaba a cuatro edificios vecinos: 784 y 786 Avenida Oriental, 302 Avenida Kingston y la extensión detrás de 1457 Calle Unión. El túnel tenía unos aproximados 60 pies (18 m) de largo, 8 pies (2,4 m) de ancho, y 5 pies (1,5 m) alto, con apuntalamiento inadecuado. Se emitió una orden de desalojo total para la mikve de hombres abandonada en 302 Avenida Kingston debido a daños en los cimientos. 
Después del descubrimiento del túnel, los Gabbaim llamaron a equipos de construcción para llenar el túnel con hormigón(concreto).

## Incidente
En la tarde del 8 de enero de 2024, un grupo de estudiantes de la yeshivá, supuestamente mesiánicos de Jabad, intentaron proteger los pasadizos ocultos después de que llegara un camión de cemento para rellenar el túnel. Se vio a los hombres rompiendo paneles de madera y arrojando bancos de madera mientras varios de ellos corrían hacia el túnel para evitar que se rellenara. El Departamento de Policía respondió después de informes de un “grupo caótico" fuera del edificio.
Muchos se negaron a salir del túnel y, como resultado, la policía arrestó a nueve de estas personas. Los arrestados entre 19 y 22 años. De los arrestados, cinco hombres fueron procesados posteriormente ante un juez de Brooklyn por cargos que incluían conducta criminal, peligro imprudente y obstrucción de la administración gubernamental. Los cinco hombres, que fueron descritos por su abogado como ciudadanos israelíes que estudiaban para convertirse en rabinos, se declararon inocentes y fueron puestos en libertad sin derecho a fianza hasta una futura fecha en el tribunal. Otras siete personas fueron citadas por cargos menores.

## Consecuencias
El rabino Motti Seligson, director de medios de Jabad, dijo en un comunicado que el incidente fue "profundamente angustioso para el movimiento Lubavitch y para la comunidad judía mundial". Seligson también caracterizó a esos quienes habían creado el túnel como un "grupo de estudiantes extremistas". El rabino Yehuda Krinsky, presidente del movimiento Jabad-Lubavitch, emitió un comunicado agradeciendo a la policía de Nueva York y afirmando que las acciones de los estudiantes "serán investigadas y la santidad de la sinagoga restaurada". El edificio se cerró temporalmente, en espera de una revisión de seguridad estructural. El túnel se rellenó con hormigón el 10 de enero para cubrir cualquier prueba de posibles crímenes
Los residentes de Crown Heights tuvieron diferentes reacciones al incidente, con algunos preocupados de que los involucrados alteraran la santidad del sitio y resaltaran las actividades de un grupo marginal de personas. Otros se relacionaron con los esfuerzos de expansión reportados del grupo y afirmaron que el tráfico había superado su capacidad y era necesario hacer una expansión en la propiedad.
Las imágenes del incidente del 8 de enero y del túnel se volvieron virales, específicamente en Twitter. Rolling Stone informó que el evento provocó la proliferación de publicaciones antisemitas en las redes sociales con algunas cuentas verificadas de figuras de extrema derecha y de QAnon que promovían desinformación del evento. En otros foros, como las páginas de Telegram de 4chan y QAnon, imágenes tomadas de videos del interior del túnel, que mostraban un colchón manchado y una silla alta, alimentaron teorías de conspiración antisemitas. El director de la Liga Antidifamación, Jonathan Greenblatt, describió las publicaciones antisemitas como «profundamente preocupantes».